# Valenz (Linguistik)
Der Fachausdruck Valenz („Wertigkeit“) bezeichnet in der Sprachwissenschaft (Linguistik) die Eigenschaft eines Wortes oder einer Wortgruppe, andere Wörter oder Satzglieder „an sich zu binden“, Ergänzungen zu „fordern“ oder „Leerstellen zu eröffnen und die Besetzung dieser Leerstellen zu regeln“. Zentral für die Valenztheorie ist das Verb und seine Valenz (Verbvalenz). Valenz kommt aber nicht nur Verben zu, auch Wörtern anderer Wortarten wie Substantiven (Substantivvalenz) und Adjektiven (Adjektivvalenz) wird Valenz zugeschrieben.

## Allgemeine Valenztheorie und ihre Terminologie
Ausgangspunkt der Valenztheorie ist Tesnières 1959 postum erschienenes Werk Éléments de syntaxe structurale. Seine Grundidee: Das Verb als Zentrum des Satzes fordert Ergänzungen und bestimmt damit die Struktur des Satzes. Dafür prägte Tesnière den Begriff der Verbvalenz. Der Ausdruck „Valenz“ ist dem Valenzbegriff der Chemie entlehnt, der dort die Anzahl von Bindungen bezeichnet, die ein bestimmtes Atom in einem Molekül mit anderen Atomen eingeht. Tesnières Idee war nicht völlig neu, sie kann über den Rektions- und Konnotationsbegriff bis in mittelalterliche Grammatiken verfolgt werden.
Als Synonyme für Valenz oder im Zusammenhang mit Valenz werden auch verwendet:
- Fügungspotenz[11]
- Transitivität (in der traditionellen Grammatik)[12]
- Selektion[13]
- Subkategorisierung[13]

Das Wort, das die Eigenschaft der Valenz hat (Valenzträger), wird auch Regens genannt. Die von ihm abhängigen sprachlichen Elemente Dependentien.
Der sprachliche Ausdruck, der den Valenzträger ergänzt (ihn sättigt, von ihm regiert und bestimmt wird), ist eine Ergänzung (oder ein Komplement). Ergänzungen sind grammatisch zu unterscheiden von zusätzlichen, nicht valenzbestimmten Angaben (oder Supplementen).
Drei Aspekte der Valenz sind zu unterscheiden:
- Quantitative Valenz = Zahl der Leerstellen
- Qualitative Valenz = Form der Füllungen
- Selektionale Valenz = semantische Eigenschaften der Füllungen

Die Anzahl der Stellen ist Teil der Bedeutung eines Wortes. Die Art der Leerstellenbesetzung gehört zur syntaktischen Charakterisierung eines Wortes. Die Argumente und die Kategorien, die diese Argumente syntaktisch realisieren, sind im Lexikoneintrag zu erfassen und können z. B. in einem Rektionsmodell dargestellt werden. Beides charakterisiert ein Wort und wird dessen Argumentstruktur oder Valenzrahmen genannt.

## Die Valenz des Verbs (Verbvalenz)
Die Struktur eines Satzes ist bestimmt durch das Verb oder präziser durch das Prädikat. Welche Satzglieder ein Verb erfordert, ist bestimmt durch seine Valenz oder Wertigkeit. Damit beschreibt die „Valenz“ das Potential eines Verbs, bestimmte Ergänzungen einzufordern und in ihrer Form festzulegen.
Im Vordergrund der Valenztheorie steht die Valenz des Verbs; sie ist der Kern der Dependenzgrammatik. Valenzwörterbücher beschreiben Verben und ihre Valenzeigenschaften.
Die Valenz eines Verbs ist Teil seiner Bedeutung. Zugleich hängt davon entscheidend die Syntax des Satzes ab. Vergleicht man die Anzahl und Art der Wertigkeit aller Verben, ergibt sich eine begrenzte Anzahl an Satzbauplänen (oder Satzmustern). Neben der syntaktischen Valenz eines Verbs wird auch von seiner semantischen Valenz gesprochen, zusammenfassend auch von syntaktisch-semantischer Valenz
Mit semantischer Valenz wird auch die semantische Verträglichkeit von Wörtern im Kontext bezeichnet (auch: Kompatibilität). (Beispiel eines bewussten Verstoßes dagegen: *Katzen würden Whiskas kaufen.)
Valenzträger muss nicht immer ein Verb allein sein. Auch zusammengesetzte Prädikate können Valenzträger sein (Beispiel: Der neue Trainer bringt die Nationalmannschaft für die WM auf Trab. Valenzträger = … bringt … auf Trab). Modal-, Modalitäts- und Hilfsverben können hingegen keine Valenzträger sein. (Beispiel: Kahn muss zu Hause bleiben. Prädikat = muss bleiben. Valenzträger = bleiben ⇒ Kahn bleibt zu Hause.).
Unter dem Gesichtspunkt ihrer Valenz werden Verben unterschiedlich eingeteilt:

### Null- bis vierwertige Verben

#### Übersicht
Nach der Anzahl der Leerstellen eines Verbs unterscheidet man
- Nullwertige (avalente) Verben fordern weder Objekt noch Subjekt:

1. <Es> schneite <tagelang>.
2. <Seit Valentin> taute <es>.

Weil im Deutschen die Subjektstelle besetzt werden muss, erscheint ein suppletives Es.
- Einwertige (monovalente) Verben fordern meist ein Subjekt, selten ein Objekt:

1. <Ada>obl lief <am schnellsten>.
2. <Achill>obl fiel <durch einen Pfeil> <vor Troja>.
3. <Den Arbeiter>obl fror <am ganzen Leib>.

- Zweiwertige (bivalente) Verben stellen die wichtigste Gruppe. Sie fordern fast immer sowohl ein Subjekt als auch ein Objekt. Steht das Objekt im Akkusativ, spricht man von transitiven Verben; deren Besonderheit ist es, ein strukturelles Passiv zu bilden:

1. <Bina>obl fiel <auf den Asphalt>fak.
2. <Carl>obl liebte <Bert>obl <wie Apfelmus>.
3. <Bello>obl gehorchte <dem Alten>fak <aufs Wort>.
4. <Die Bürger>obl gedachten <der Ahnen>obl <voll Ehrfurcht>.
5. <Dem Baby>obl gefiel <die Autofahrt>obl <ungemein>.
6. <Mir>obl. träumte <einst> <von einem Raben>obl.

- Dreiwertige (trivalente) Verben fordern neben dem Subjekt zwei Objekte, meist im Akkusativ und Dativ:

1. <Conni>obl gab <Boris>obl <einen Atlas>obl.
2. <Curt>obl half <dem Buben> <beim/mit dem Anziehen>fak.
3. <Chiara>obl lehrte <den Busfahrer>fak <das Anschnallen>obl.

- Vierwertige Verben sind äußerst selten:

1. <Gestern> gab <Alex>obl <dem Chauffeur>obl <einen Brief>obl <für Dora>fak mit.

#### Variabilität der Stelligkeit (Wertigkeit) eines Verbs
Je nach Zusammenhang und Bedeutung des Verbs kann seine Stelligkeit verschieden sein.
- Beispiel 1 (schreiben):
  - (1) <Ernst> schreibt <seiner Mutter> <einen Brief> <über seine Geldnot>. (schreibt ist vierwertig);
  - (2) <Ernst> schreibt <seiner Mutter> <einen Brief> (… ist dreiwertig);
  - (3) <Ernst> schreibt <seiner Mutter> (… ist zweiwertig);
  - (4) <Ernst> schreibt. (.. ist einwertig).
- Beispiel 2 (gratulieren):
  - (1) <Ich> gratuliere <Dir> (zweiwertig)
  - (2) <Ich> gratuliere <Dir> <zum Geburtstag> (dreiwertig)
- Beispiel 3 (antworten):
  - (1) <Ich> antworte. (einwertig);
  - (2) <Ich> antworte <ihm>. Oder: <Ich> antworte <auf seinen Brief>. (zweiwertig)
  - (3) <Ich> antworte <ihm> <auf den Brief>. (dreiwertig)
  - (4) <Ich> antworte <ihm> <auf den Brief>, <dass ich gerne käme>. (vierwertig)

### Verben mit notwendiger (obligatorischer) und mit freier (fakultativer) Ergänzung
Es wird unterschieden zwischen Verben mit notwendiger und mit freier Ergänzung. Diese Unterscheidung wird für das Deutsche jedoch als problematisch angesehen. Teilweise wird eine strenge Zweiteilung durch die Dreiteilung in (1) obligatorische Ergänzungen, (2) kontextuell fakultative Ergänzungen und (3) fakultative Ergänzungen vermieden.
Siehe auch das obige Beispiel Ernst schreibt (seiner Mutter (einen Brief (über seine Geldnot))).
Obligatorische Ergänzungen sind notwendig, damit ein Satz grammatisch wohlgeformt ist, optionale Ergänzungen können weggelassen werden, gelten aber trotzdem als spezifische Konstruktion des Verbs. Bei den optionalen Ergänzungen unterscheidet man noch zwei Arten:
kontextabhängige, die man weglassen kann, weil der Kontext klar ist, oder unbegrenzte Ergänzungen, wie z. B. „sie raucht (eine Zigarette)“. Es gibt aber auch Angaben, wie Zeitangaben, Ortsangaben usw., die völlig frei kombinierbar sind und nicht vom Verb abhängen.

#### Potentielle und realisierte Valenz als Alternative
Im „Metzler Lexikon Sprache“ wird vorgeschlagen, stattdessen zwischen einer potentiellen und einer realisierten Valenz zu unterscheiden. Die potentielle Valenz gibt dann an, wie viele Ergänzungen von einem Verb abhängen können; dieser steht die konkret realisierte Valenz gegenüber.